# Аркадьєв Михайло Олександрович
Аркадьєв Михайло Олександрович (15 березня 1958, Ленінград, РРФСР, СРСР) — радянський та російський диригент, піаніст, композитор, теоретик музики, філософ, правозахисник. Доктор мистецтвознавства (2003), заслужений артист Росії (1995).

## Біографія
Народився в родині з давніми музичними та художніми традиціями (дід з боку батька — засновник та головний художник Санкт-Петербурзького (Ленінградського) Ботанічного музею, прадід з боку матері був кантором Московської синагоги, дід — скрипалем в оркестрі Большого театру, батьки знали та любили музику).
Почав грати та імпровізувати на роялі самостійно в 13 років, потім брав уроки у відомого педагога А. Д. Артоболевської.
В 1974—1978 роках навчався в Академічному музичному училищі при Московській консерваторії по класу фортепіано Я. І. Мільштейна, потім А. І. Соболєва, а також у Ю. Н. Холопова (теорія музики).
В 1978—1983 навчався в Російській Академії музики ім. Гнесіних (тоді ГМПІ) у А. А. Александрова, у нього ж 1988 року закінчив аспірантуру. Займався композицією з А. Г. Шнітке та Р. С. Леденьовим, диригуванням — з Вольдемаром Нельсоном, Ю. Симоновим та М. Ермлером. Як музичний вчений розвивався під керівництвом М. Г. Харлапа та Л. А. Мазеля.
В 1988—1998 працював у тісному співробітництві з Г. В. Свиридовим. Брав безпосередню участь у задумі, створенні, коментуванні і був першим виконавцем (спільно з Дм. Хворостовським) його останнього великого вокального твору — поеми «Петербург» для голосу та фортепіано на слова О. Блока.
В 1989 відбулися перші сольні концерти Михайла Аркадьєва за кордоном, він став постійним учасником і музичним директором фестивалю фортепіанної та камерної музики «Російські вечори» в м. Морзум (Німеччина).
Як піаніст А. виступав із багатьма російськими диригентами: В. Федосєєвим, Ю. Симоновим, Р. Кофманом, В. Понькіним, С. Скрипкою та ін.
У 1990—2003 працював піаністом з Народним артистом Росії Дмитром Хворостовським на всіх основних сценах світу (з ним записані три компакт-диски: на фірмі «Філіпс», 1994, 1997, на фірмі «Делос», 2003). Аркадьєв спільно з Хворостовським є автором нової виконавської редакції поеми Свиридова «Отчалившая Русь» (на слова С. Єсеніна) (видавництво «Музика», 1996).
Його твори виконуються на російських та зарубіжних сценах. У числі виконавців — А. Рудін, В. Симон, А. Сафіулін, Т. Куїнджі. У 1995 в Ліоні (Франція) відбулася світова прем'єра твору Аркадьєва «Missa brevis» для змішаного хору, дитячого хору та органу (на латинські тексти) та запис його на фірмі «REM» (Франція, 1995).
З 1998 року Аркадьєв є запрошеним диригентом в симфонічних оркестрах та оперних театрах Росії та за кордоном.
В 2002—2004 роках Аркадьєв — головний диригент і музичний керівник Державного театру «Волгоградська оперна антреприза» (нині «Царицинська опера»).
З 2007-го по 2011 рік — художній керівник та головний диригент Тихоокеанського симфонічного оркестру (Владивосток).
З 1992-го по 1999 рік — завідувач кафедрою фортепіано Академії Хорового мистецтва, з 1999-го — доцент кафедри спеціального фортепіано РАМ ім. Гнєсіних).
Як музичний теоретик, розробив концепцію «беззвукової» «неакустичної» основи як базового елементу ритмічної системи новоєвропейської музики. Ввів терміни «час-енергія», «хроноартикуляційний процес», «гравітаційна ритміка», «осьова пульсація», «парадоксальна ліга» та ін. Його новаторські (за оцінкою Л. А. Мазеля) ідеї продовжують та розвивають стадіальну теорію ритму М. Г. Харлапа.
Відомий не лише як музикант, але і як філософ, автор оригінальної філософсько-антропологічної концепції «лінгвістичної катастрофи».

## Громадянська позиція
Є учасником політичного руху «Солідарність».
У березні 2010 одним з перших підписав звернення російської опозиції «Путін має піти».
Черговий річний контракт Михайла Аркадьєва на посаду головного диригента Тихоокеанського симфонічного оркестру завершувався в липні 2011 року. 1 червня 2011 було повідомлено, що на сайті Приморської крайової філармонії з'явилося оголошення про відкриття вакансії на цю посаду. Пізніше, на питання ЗМІ представник філармонії Тетяна Сергєєва заявила: «Це звичайна процедура. У нинішнього диригента Михайла Аркадьєва закінчується контракт у липні, і ми повинні відкрити вакансію. Поки заявок не надходило, ми розглянемо всі варіанти. У тому числі і від Михайла Аркадьєва».
Оголошення конкурсу не практикувалося жодного разу за всі попередні повні три сезони роботи Аркадьева в Приморської філармонії, в той час як його річні контракти завжди закінчувалися в липні. Таким чином, твердження представника філармонії не відповідали дійсності та сформованій практиці взаємин.
Сам Аркадьєв тоді сказав, що однозначно відповісти на питання, чи буде він далі працювати чи ні, поки не може:«Поки я не можу сказати, чи готовий продовжити співпрацю з Приморської крайовою філармонією. Це залежить від того, як філармонія мислить тактику та стратегію розвитку оркестру. Чотири роки тому, коли я укладав перший контракт, багато говорилося про необхідні зміни, але, на жаль, так реально нічого й не було зроблено. Якщо філармонія усвідомлює необхідність змін і готова змінюватися напередодні саміту АТЕС, коли оркестр буде затребуваний та мусить знаходитися в робочому стані, мені є сенс залишатися у Владивостоці.»
22 червня 2011 було повідомлено, що керівництво Приморської крайової філармонії відмовилося продовжити контракт Аркадьева.
Аркадьєв посилає до Адміністрації, потім публікує лист губернатору Дарькіну (аналогічні листи були відправлені їм Президенту РФ Д. А. Медеведєву та міністру культури РФ А. А. Авдєєву, про стан і проблеми Тихоокеанського оркестру. На листи не було отримано змістовної відповіді.
28 червня 2011 виступив з відкритим листом проти приєднання Спілки композиторів РФ єдиним списком до Загальноросійського народного фронту і, відповідно, включення себе до складу цього Фронту без своєї згоди.
Скандал, викликаний заявою Аркадьєва, спричинив реакцію Путіна. Прем'єр заявив, що він проти вступу до «Народного фронту» за рознарядкою, і також висловився проти того, щоб чисельність ЗНФ «штучно накручувалася». «Це може лише дискредитувати саму ідею», — констатував Путін.
Прес-секретар прем'єр-міністра Володимира Путіна Дмитро Пєсков спростував відомості про те, що звільнення диригента Тихоокеанського оркестру Михайла Аркадьєва пов'язано з його відмовою вступати в «Загальноросійського народного фронту».
«Щойно отримали перевірені дані з Владивостока, згідно з якими, інформація, опублікована в одній з газет, не зовсім точна, — заявив Пєсков в інтерв'ю РІА „Новости“. — З упевненістю можна сказати одне — у випадку з диригентом згадувати про фронт або використання фронту при припиненні трудових відносин некоректно».
Неодноразові спроби Матвія Ганапольського під час прямого ефіру «Еха Москви» та прямих дзвінків до Адміністрації губернатора Приморського краю дізнатися, яким чином і в кого саме Д. Пєсков з'ясовував причини звільнення Аркадьєва, закінчилися невдачею. Ніхто з вищих чиновників Адміністрації не зміг сказати (що випливає із запису прямого ефіру «Еха Москви»), чи телефонував взагалі Д. Пєсков у Владивосток.
Незважаючи на кампанію в підтримку Аркадьєва як в приморських, так і в російських та міжнародних ЗМІ, контракт Аркадьєва не був продовжений без чіткого пояснення причин.
Нещодавно з'ясувалося, що музикант незаконно втратив роботу як доцент кафедри спеціального фортепіано в РАМ ім. Гнєсіних в Москві.
31-го липня Аркадьєв, як і обіцяв раніше, взяв участь в акції «Стратегія-31» На Тріумфальній площі в Москві,, а також дав кілька політичних інтерв'ю в московських ЗМІ
15 вересня 2011 отримав паспорт громадянина Грузії, який вручив йому особисто президентом Грузії Михайлом Саакашвілі; заявив, що не має наміру відмовлятися від російського громадянства
http://www.bbc.co.uk/russian/international/2011/09/110919_arkadiev_passport_georgia.shtml
16 вересня на «Гранях» було опубліковано коментар Аркадьєва про ситуацію з його грузинським громадянством
21 вересня у «Гранях» опубліковано його блог «Ліквідація»
8 лютого 2012 в «Гранях», на сайті «Ехо Москви», на сайті «Новая газета» і в паперовій версії Нової газети опублікований його блог «Я звинувачую».
У березні 2014 року разом з понад 200 іншими російськими кінематографістами Аркадьєв підписався під зверненням до українських колег зі словами підтримки і запевненнями, що вони не вірять офіційній пропаганді Кремля, яку поширюють провладні ЗМІ та проти російської військової інтервенції в Україну. 4 березня в інтернет-газеті «Грани.Ру» вийшла його стаття, де дії Путіна в Криму митець називає злочином.

## Творчість

### Музичні твори
Для ф-но: «Sonata brevis» (1975), «Eine kleine Zaubermusik» (1975—1989), Чотири Елегії (1976); камерні: «Елегія та гімн» для віолончелі, фортепіано і труби за сценою (1979), «Пассакалия» для скрипки соло (1976), «Маленький епітафійний концерт» для струнного квартету, фортепіано і голоси, на латинські тексти (1975), вокальний: «Три мініатюри» на слова стародавніх японських та корейських поетів для скрипки, фортепіано, челести, литавр, і голоси (1975), «Три вірші на слова Р. М. Рільке» для голосу і фортепіано (1978), «Три вірші на слова І. Буніна» для голосу і фортепіано, хорові «Чотири мадригала» на сонет П.Верлена для камерного хору, «Missa brevis» для мішаного хору, дитячого хору та органу (на латинські тексти).

### Літературні публікації
- Временные структуры новоевропейской музыки. Опыт феноменологического исследования М. 1993;
- Хроноартикуляционные структуры в клавирном творчестве И. С. Баха // Музыкальная академия. 2000. № 2;
- Фундаментальные проблемы теории ритма и динамика «незвучащих» структур в музыке Веберна. Веберн и Гуссерль // Музыкальная академия 2001. № 1, 2;
- И. С. Бах Гольдберг-вариации. Синтетический уртекст. Концепция и комментарии М. Аркадьева. Москва, 2002;
- Лирическая вселенная Г. Свиридова. В кн. Русская музыка и ХХ век. Москва, 1997; Диалоги о постсовременности (беседа с Т. Чередниченко) // Музыкальная академия. 1998. № 1;
- К музыке Георгия Свиридова. Композитор и трансценденция // Музыкальная академия. 1996. № 1;
- Размышления о молодом композиторе // Советская музыка. 1989. № 12;
- Конфликт ноосферы и жизни (эскизное введение в «фундаментальную структурно-историческую антропологию»). В кн.: Ноосфера и художественное творчество. — Сб. ст. М., «Наука», 1991.

### Статті та наукові праці Михайла Аркадьєва
- Портрет Михайла Аркадьєва[недоступне посилання з червня 2019]
- Лінгвістична катастрофа
- Трагедія Ніцше та музичний ідол. Коментар до музики та проблеми [Архівовано 28 травня 2012 у Wayback Machine.]
- Антон Веберн та трансцендентальна феноменологія [Архівовано 8 січня 2014 у Wayback Machine.]
- Хроноартікуляціонние структури новоєвропейської музики та фундаментальні проблеми ритму. Дисертація. 2002 [Архівовано 27 квітня 2012 у Wayback Machine.]
- Тимчасові структури новоєвропейської музики. Дисертація. 1993
- Михайло Аркадьєв на сайті мережевої спільноти «Російська культурологія» [Архівовано 8 січня 2014 у Wayback Machine.]
- Рух опору. Чому я не приймаю путінської Росії. Каспаров.ру, 15.05.2007 [Архівовано 8 січня 2014 у Wayback Machine.]
- Михайло Аркадьєв: «Як можливі любов та самовідданість поруч із приниженням та жорстокістю?» [Архівовано 17 грудня 2013 у Wayback Machine.]

### Інтерв'ю
- Ноти протесту. Михайло Аркадьєв: Народний фронт Путіна — небезпечний політичний симулякр. Каспаров.ру, 13.07.2011 [Архівовано 8 січня 2014 у Wayback Machine.]
- «Ми — кріпаки, якими нехтує барин». Московський комсомолець, 8.07.2011 [Архівовано 20 червня 2015 у Wayback Machine.]
- http://www.bbc.co.uk/russian/international/2011/09/110919_arkadiev_passport_georgia.shtml

### Відео
- Відеозаписи робіт Михайла Аркадьєва
- Арешт Аркадьева на Тріумфальній [Архівовано 22 червня 2014 у Wayback Machine.]
- Програма «Ремесло екстазу» 1 [Архівовано 22 червня 2014 у Wayback Machine.]
- «Ремесло екстазу» 2 [Архівовано 22 червня 2014 у Wayback Machine.]
- «Ремесло екстазу» 3 [Архівовано 22 червня 2014 у Wayback Machine.]
- Звернення «Я звинувачую…» [Архівовано 26 жовтня 2013 у Wayback Machine.]

## Матеріали ЗМІ про Михайла Аркадьєва
- Олександр Брюханов. Тема долі Михайла Аркадьєва. Золотий Ріг № 28, 2010
- Михайло Коган. Музика з тиші. Михайлу Аркадьеву — 50 років. ЛЕХАИМ, березень 2008 р. [Архівовано 2 серпня 2016 у Wayback Machine.]
- Tom Parfitt. Vladimir Putin 'supporters' angry at claims they are backing the Russian PM. Guardian, 30 June 2011 [Архівовано 8 травня 2012 у Wayback Machine.]
- Диригент Михайло Аркадьєв надав культурного життя Владивостока новий вигляд. Громадське телебачення Примор'я. 01.07.2011
- Григорій Ревзін. Про невдячність. «Ехо Москви», 11.07.2011 [Архівовано 8 січня 2014 у Wayback Machine.]
- Не один. колеги звільненого диригента-опозиціонера збирають підписи на його захист. Каспаров.ру, 12.07.11 [Архівовано 8 січня 2014 у Wayback Machine.]
- 029 Стаття «Бунтівний маестро» в журналі The New Times [Архівовано 8 січня 2014 у Wayback Machine.]